# أنطونيو برييتو
أنطونيو برييتو (بالإسبانية: Antonio Prieto)‏ هو منافس ألعاب قوى إسباني، ولد في 11 يناير 1958.

## وصلات خارجية
- أنطونيو برييتو على موقع الاتحاد الدولي لألعاب القوى (الإنجليزية)
- أنطونيو برييتو على موقع أوليمبيديا (الإنجليزية)